# Tamara Radočaj
Tamara Radočaj (nacida el 23 de diciembre de 1987 en Vršac, Serbia) es una jugadora de baloncesto serbia. Con 1.93 metros de estatura, juega en la posición de pívot.